# Monteaux
Monteaux és un municipi francès, situat al departament del Loir i Cher i a la regió de Centre – Vall del Loira. L'any 2007 tenia 747 habitants.

## Demografia

### Població
El 2007 la població de fet de Monteaux era de 747 persones. Hi havia 317 famílies, de les quals 117 eren unipersonals (53 homes vivint sols i 64 dones vivint soles), 83 parelles sense fills, 102 parelles amb fills i 15 famílies monoparentals amb fills.
La població ha evolucionat segons el següent gràfic:
Habitants censats

### Habitatges
El 2007 hi havia 420 habitatges, 334 eren l'habitatge principal de la família, 62 eren segones residències i 24 estaven desocupats. 386 eren cases i 32 eren apartaments. Dels 334 habitatges principals, 271 estaven ocupats pels seus propietaris, 54 estaven llogats i ocupats pels llogaters i 9 estaven cedits a títol gratuït; 24 tenien una cambra, 15 en tenien dues, 50 en tenien tres, 83 en tenien quatre i 161 en tenien cinc o més. 235 habitatges disposaven pel capbaix d'una plaça de pàrquing. A 149 habitatges hi havia un automòbil i a 142 n'hi havia dos o més.

### Piràmide de població
La piràmide de població per edats i sexe el 2009 era:
| Homes | Edats   | Dones |
| ----- | ------- | ----- |
| 0     | 95 o +  | 0     |
| 4     | 90 a 94 | 8     |
| 0     | 85 a 89 | 24    |
| 0     | 80 a 84 | 4     |
| 16    | 75 a 79 | 28    |
| 12    | 70 a 74 | 16    |
| 20    | 65 a 69 | 16    |
| 28    | 60 a 64 | 32    |
| 8     | 55 a 59 | 8     |
| 20    | 50 a 54 | 24    |
| 32    | 45 a 49 | 20    |
| 12    | 40 a 44 | 16    |
| 12    | 35 a 39 | 28    |
| 12    | 30 a 34 | 16    |
| 32    | 25 a 29 | 16    |
| 24    | 20 a 24 | 24    |
| 20    | 15 a 19 | 16    |
| 20    | 10 a 14 | 12    |
| 16    | 5 a 9   | 36    |
| 24    | 0 a 4   | 24    |

## Economia
El 2007 la població en edat de treballar era de 436 persones, 336 eren actives i 100 eren inactives. De les 336 persones actives 304 estaven ocupades (170 homes i 134 dones) i 32 estaven aturades (22 homes i 10 dones). De les 100 persones inactives 58 estaven jubilades, 23 estaven estudiant i 19 estaven classificades com a «altres inactius».

### Ingressos
El 2009 a Monteaux hi havia 326 unitats fiscals que integraven 790,5 persones, la mediana anual d'ingressos fiscals per persona era de 18.470 €.

### Activitats econòmiques
Dels 33 establiments que hi havia el 2007, 2 eren d'empreses extractives, 1 d'una empresa alimentària, 1 d'una empresa de fabricació d'altres productes industrials, 9 d'empreses de construcció, 6 d'empreses de comerç i reparació d'automòbils, 3 d'empreses de transport, 2 d'empreses d'hostatgeria i restauració, 3 d'empreses de serveis, 2 d'entitats de l'administració pública i 4 d'empreses classificades com a «altres activitats de serveis».
Dels 13 establiments de servei als particulars que hi havia el 2009, 1 era una oficina de correu, 1 taller de reparació d'automòbils i de material agrícola, 1 paleta, 2 guixaires pintors, 3 fusteries, 2 lampisteries, 2 perruqueries i 1 restaurant.
Dels 3 establiments comercials que hi havia el 2009, 1 era una botiga de més de 120 m², 1 una botiga de menys de 120 m² i 1 una fleca.
L'any 2000 a Monteaux hi havia 7 explotacions agrícoles.

## Equipaments sanitaris i escolars
El 2009 hi havia una escola elemental integrada dins d'un grup escolar amb les comunes properes formant una escola dispersa.

## Poblacions més properes
El següent diagrama mostra les poblacions més properes.